# 東松山インターチェンジ
東松山インターチェンジ（ひがしまつやまインターチェンジ）は、埼玉県東松山市大字石橋にある、関越自動車道のインターチェンジ。
練馬ICからここまでが大都市近郊区間である。そのため同区間は料金が割高になる。
関越道下り線の本線上には当ICから約4kmに渡って、キープレフト促進や逆走対策を目的として、第一通行帯（最も左側の車線）にのみ緑色の実線が引かれており、この実線をNEXCO東日本では「車線キープグリーンライン」と呼んでいるほか、周辺の電光掲示板などでは「東松山グリーンライン」と呼ばれている。

## 道路
- E17 関越自動車道（6番）

## 接続する道路
- 国道254号
- 埼玉県道47号深谷東松山線（熊谷東松山道路）

## 料金所
- ブース数：10

### 入口
- ブース数：3
  - ETC専用：1
  - ETC・一般：1
  - 一般：1

### 出口
- ブース数：7
  - ETC専用：2
  - ETC・一般：1
  - 一般：4

## 周辺
- 埼玉県こども動物自然公園
  - ビアトリクス・ポター資料館
  - 国際児童記念館（こどもの城）
- 高坂彫刻プロムナード【高田博厚彫刻群】
- 原爆の図丸木美術館
- 箭弓稲荷神社
- 青鳥城跡
- 岩殿観音
- 東松山駅
- 東松山工業団地
- 化石と自然の体験館

- 吉見百穴（比企郡吉見町）
- 松山城跡（比企郡吉見町）
- 国営武蔵丘陵森林公園（比企郡滑川町）
- 菅谷館（城）（比企郡嵐山町）

## 歴史
- 1975年（昭和50年）8月8日 : 川越IC - 東松山ICの開通に伴い供用開始。
- 1980年（昭和55年）7月17日 : 東松山IC - 前橋ICの開通に伴い、フルインターチェンジとなる。

## 隣
E17 関越自動車道
(5)鶴ヶ島IC - (5-1)坂戸西SIC - 高坂SA - (6)東松山IC - (6-1)嵐山小川IC